# Davor Šuker
Davor Šuker (Osijek, 1 de janeiro de 1968) é um ex-futebolista croata que atuava como atacante, tendo levado sua seleção a uma semifinal de Copa do Mundo FIFA, em 1998.
Šuker se celebrizou como o principal personagem da surpreendente campanha da Croácia na Copa do Mundo de 1998, sendo o artilheiro do mundial. Com isso, foi eleito pela FIFA como o terceiro melhor jogador do mundo pela FIFA naquele ano, atrás apenas de Ronaldo (segundo) e Zinédine Zidane (primeiro).
Ele, que por sinal é o maior artilheiro da história da Seleção Croata, seria também eleito, em 2004, o maior jogador de seu país nos Prêmios do Jubileu da UEFA, na comemoração dos cinquenta anos da entidade.> No mesmo ano, integrou o FIFA 100, a lista de Pelé que reunia os 125 maiores jogadores de futebol ainda vivos, paras as comemorações do centenário da FIFA.[carece de fontes?]
Atualmente, ele administra escolinhas de futebol em Zagreb e em outras cidades.

## Carreira em clubes

### Início
Começou a carreira em 1984, no Osijek, de sua cidade natal. Pelo modesto clube, foi artilheiro do campeonato iugoslavo de 1989, com 18 gols, chamando então a atenção de um clube maior, o Dínamo Zagreb. No clube da capital croata, um dos principais do país, foi vice-campeão em suas duas primeiras temporadas.[carece de fontes?]
Aquelas acabariam sendo suas únicas temporadas no Dínamo: o campeonato terminou no período em que os croatas declaravam unilateralmente seu desmembramento da Iugoslávia (em 25 de junho de 1991), o que logo desencadearia a Guerra de Independência da Croácia, com a invasão do território pelo exército iugoslavo, controlado pelos sérvios. Sobre aquela situação, declararia em 1996: "Uma vez, meus pais ouviram as bombas começarem a explodir e saíram correndo atrás de um abrigo no subsolo. Foi o tempo de entrar e tudo ir pelos ares. Mesmo assim, não aceitavam sair do país. Depois de quatro anos de luta, temos um país de verdade, mas, hombre, não há nada que me desgoste mais no mundo do que a guerra".
Em meio àquele momento turbulento, Šuker foi um dos principais jogadores iugoslavos a deixar o país, acertando com o futebol espanhol, contratado pelo Sevilla, também por motivos técnicos ("O campeonato croata é bem fraco. (...) Não havia outro jeito para nós senão deixar a Croácia se quiséssemos continuar jogando futebol", disse ). Estourou a partir da terceira temporada (a de 1993/94), quando foi vice-artilheiro de La Liga, atrás apenas de Romário, ficando ainda em terceiro na artilharia na edição seguinte (1994/95).[carece de fontes?] No clube andaluz, foi colega do astro argentino Diego Maradona, o que lhe teria sido de grande inspiração: "Eu treinei muito e tentei aprender vendo Maradona jogar".

### Real Madrid
Seus gols no Sevilla atraíram o Real Madrid. A equipe merengue, no decorrer da temporada 1995/96, emprestou um desejado reforço seu, o sérvio Dejan Petković (que havia acabado de chegar ao clube), para o time andaluz, a fim de adquirir o croata em troca. Em sua primeira temporada completa no Real, a de 1996/97, Šuker foi o maior artilheiro dos blancos na conquista do campeonato espanhol, após acirrada disputa com o arquirrival Barcelona de Ronaldo, sendo o terceiro goleador da liga.[carece de fontes?]
A temporada que se seguiu no Santiago Bernabéu já não foi tão boa para Šuker, que não fez tantos gols e passou à reserva. A campanha regular no espanhol (quarto lugar) foi compensada com o título na Liga dos Campeões da UEFA, quebrando um jejum de 32 anos do maior vencedor da competição. O croata, todavia, viu a façanha no banco.[carece de fontes?] Acabou entrando na lista de dispensas da equipe.
Seu grande desempenho na Copa do Mundo de 1998, logo depois, porém, fez o clube mudar de ideia. O Real inclusive contratou um colega de Šuker na Seleção Croata, Robert Jarni. Ainda assim, o goleador da Copa continuou fora do time titular, a exemplo da Supercopa Europeia (em que não foi utilizado na derrota para o Chelsea) e do Mundial Interclubes (em que entrou no lugar de Sávio aos 44 minutos do segundo tempo, com a vitória madridista sobre o Vasco da Gama já assegurada) daquele ano.[carece de fontes?]
Cansado da reserva no Real, Šuker acertou com o Arsenal, da Inglaterra. Apesar da saída frustrante, foi nos anos que esteve em Chamartín que ele conseguiu os únicos títulos por clubes na carreira.

### Arsenal
Na equipe londrina, não viu situação muito diferente. Pouco jogou pelos Gunners, e não ajudou muito o fato de, ainda em 1999, Šuker ter investido US$ 32 mil em ações na Bolsa de Valores de Londres - sendo que eram ações justamente do Manchester United, o grande adversário do Arsenal pelos títulos ingleses ("Não entendo nada sobre o mercado de ações. Mas futebol, conheço bem", afirmou sobre). No ano seguinte, desperdiçou a sua cobrança na decisão por pênaltis que decidiu a final da Copa da UEFA de 2000, contra o Galatasaray - ele havia entrado na partida praticamente apenas para a cobrança, uma vez que Arsène Wenger o colocou em campo nos últimos cinco minutos da prorrogação - e os turcos ficariam com o título.[carece de fontes?]

### Aposentadoria
Sem ambiente favorável em Highbury, já na temporada seguinte estava em outro clube de Londres, o West Ham United, onde não teria melhores oportunidades. Após também uma temporada nos Hammers, foi à equipe alemã do Munique 1860. Depois de duas fracas temporadas no time de Munique, Šuker aposentou-se.

## Seleções nacionais

### Iugoslávia e início da Croácia
Ainda antes de despontar definitivamente no Osijek, Šuker começou a destacar-se nacionalmente pela Iugoslávia: pela equipe sub-20, foi um dos grandes nomes no mundial da categoria, no Chile, sendo vice-artilheiro do torneio, vencido pelos iugoslavos. No ano seguinte, foi o mais jovem integrante do plantel nacional nas Olimpíadas de 1988, em uma época em que não havia limite de idade para os convocados - o único pré-requisito para um futebolista participar dos Jogos era não ter ido ainda a uma Copa do Mundo. A Iugoslávia, que ficou no grupo do Brasil, caiu na primeira fase.[carece de fontes?]
Três anos depois do título de juniores, já como jogador do Dínamo Zagreb, foi chamado para a Copa do Mundo de 1990. Nela, Šuker foi apenas reserva, não chegando a entrar em campo. Sua estreia pela equipe principal viria apenas no ano seguinte, em amistoso contra a Turquia.[carece de fontes?] O primeiro gol ocorreu em sua segunda partida, contra as Ilhas Feroe, em jogo válido pelas eliminatórias para a Eurocopa 1992. Curiosamente, antes mesmo de seu debute pela seleção principal da Iugoslávia, ele já havia feito sua primeira partida pela Croácia: ainda em 1990, jogadores do futuro país (que só declararia independência em 25 de junho de 1991, no que foi reconhecida em 8 de outubro do mesmo ano) vestiram o uniforme quadriculado em amistoso contra a Romênia.
O jogo contra os feroeses, realizado apenas nove dias antes da declaração unilateral de independência da Croácia,[carece de fontes?] seria o último de Šuker pela Seleção Iugoslava. Por causa de tal fator político, os atletas croatas naturalmente deixaram de ser chamados pela Iugoslávia. Mesmo com o país conseguindo, sem eles, classificar-se para a Euro (todavia, a sua guerra civil faria com que fosse banido pela FIFA e impedido de disputar o torneio), a nata da poderosa equipe iugoslava estava na Croácia, como Robert Jarni, Robert Prosinečki, Zvonimir Boban e Igor Štimac (também membros do chamado "grupo do Chile", os croatas que venceram o mundial de juniores em 1987; os dois primeiros também estiveram no mundial da Itália), Alen Bokšić (outro reserva da Copa de 1990), Mario Stanić, Goran Vlaović, Dražen Ladić, Aljoša Asanović e Slaven Bilić. Em seu primeiro jogo pela nação reconhecidamente independente, em amistoso contra o México em Zagreb, em 22 de outubro de 1992, Šuker marcou logo duas vezes.[carece de fontes?]
Como as seleções dissidentes da antiga Iugoslávia não puderam participar das eliminatórias para a Copa do Mundo de 1994, boa parte da Europa só foi conhecer o talento da jovem Seleção Croata na primeira competição que esta pôde disputar, a Eurocopa 1996. Nas eliminatórias, a Croácia terminou líder de seu grupo, à frente da Itália, então vice-campeã do mundo. Na Euro, Šuker marcou três vezes, ficando na vice-artilharia, e sua seleção conseguiu chegar às quartas-de-final, caindo diante da futura campeã Alemanha.[carece de fontes?]

### Copa do Mundo de 1998
Ainda assim, o futebol croata ainda era relativamente desconhecido na maior parte do mundo até a Copa do Mundo de 1998. A equipe por pouco não ficou de fora - classificou-se à repescagem após vencer antigos colegas da Eslovênia fora de casa (com um gol de Šuker, que também jogou contra os bósnios) e ver os maiores concorrentes à segunda vaga, os gregos, empatarem em Atenas com a líder Dinamarca e ficarem um ponto atrás. A vaga na Copa foi assegurada após uma vitória e um empate na repescagem contra a Ucrânia do jovem Andriy Shevchenko.[carece de fontes?]
Na Copa, Šuker, que já tinha feito 34 gols em 40 partidas pela Croácia, foi quem mais chutou a gol  e só não marcou na partida contra a Argentina, na derrota de 0 x 1, na primeira fase, quando ambas as seleções já estavam classificadas. Ele já havia garantido a vaga croata nas oitavas-de-final ao marcar o gol da vitória contra o Japão - a Croácia já havia vencido na estreia, por 3 x 1, contra a Jamaica, em que ele fez o terceiro gol dos xadrezes. Nas oitavas, ele outra vez fez o único gol da partida, contra a Romênia de Gheorghe Hagi.[carece de fontes?]
Outra vez croatas e alemães, a exemplo da Eurocopa 1996, se enfrentariam em uma quarta-de-final. Desta vez, os eslavos levaram a melhor, e de forma categórica: com a sua jogada característica, - dominando a bola com um pé, passando por um adversário e chutando com o outro pé para as redes  -, Šuker marcou o terceiro gol na vitória por 3 x 0 dos estreantes em Copas. Nas semifinais, a Croácia enfrentou a França, e ele ameaçou estragar o sonho dos anfitriões, ao inaugurar o placar no início do segundo tempo. Ele chegou inclusive a tentar um gol olímpico na partida. Porém, logo em seguida ao seu gol, os franceses empataram com Lilian Thuram, que marcaria também o gol da virada e da vitória francesa.
À Šuker, restaria dois consolos que lhe transformaram em herói nacional: o terceiro lugar, que coroou uma campanha histórica da Croácia, e a artilharia do mundial, que ele conseguiu justamente na partida pelo bronze, ao marcar o gol da vitória. O seu sexto gol no torneio - o mesmo número de tentos que ele marcara onze anos antes, no vitorioso mundial de juniores da antiga Iugoslávia  - o isolou entre os goleadores da Copa, ultrapassando os cinco de Gabriel Batistuta e Christian Vieri. Por causa de seu desempenho, Šuker ficaria em terceiro também no prêmio de melhor jogador do mundo pela FIFA em 1998, atrás apenas dos maiores protagonistas daquele mundial, o francês Zinédine Zidane e o brasileiro Ronaldo; já havia sido considerado o oitavo em 1996 e o sétimo em 1997.[carece de fontes?]

### Pós-1998
Após a Copa, porém, a seleção viveu um desagradável susto: ficou de fora da Eurocopa 2000, após ficar em terceiro no grupo, um ponto atrás da Irlanda. Para piorar, a vaga foi perdida na última rodada, em casa, em um confronto direto contra os rivais da Iugoslávia, que tinham a vantagem do empate e terminaram na liderança após a partida terminar em 2 x 2.[carece de fontes?] Nas eliminatórias para a Copa do Mundo de 2002, os croatas demonstraram recuperação, fazendo uma campanha tranquila na liderança de seu grupo.
Porém, Šuker já demonstrava também na Croácia a decadência que vivia nos clubes que passava. O maior trunfo dos croatas na campanha não fora o ataque, e sim a defesa. Ele, por sinal, marcou apenas uma vez nas eliminatórias, e contra a fraca Seleção de San Marino. No mundial da Ásia, outra vez não demonstrou sua melhor forma e jogou só uma vez, na estreia contra o México. Fez uma atuação apática e foi substituído pouco após o gol adversário, o único da partida, no que seria o encerramento do ciclo de Šuker na seleção - ele não seria usado nas duas partidas seguintes da primeira fase.[carece de fontes?]
Os croatas como um tudo, com um time titular repleto de veteranos  - incluindo os mesmos Prosinečki, Jarni e Bokšić com quem fora à Copa do Mundo de 1990 -, também decepcionaram e cairiam ainda na fase de grupos, quando uma simples vitória contra o já desclassificado Equador lhes dariam vaga nas oitavas-de-final (os sul-americanos venceram por 1 x 0).[carece de fontes?]

## Títulos
Real Madrid
- Campeonato Espanhol: 1996–97 [1]
- Supercopa da Espanha: 1997 [1]
- Liga dos Campeões da UEFA: 1997–98 [1]
- Copa Intercontinental: 1998 [1]

Seleção Iugoslava
- Campeonato Mundial de Futebol Sub-20: 1987 [1]

### Prêmios individuais
- Futebolista Croata do Ano: 1992, 1994, 1995, 1996, 1997, 1998
- FIFA 100: 2004
- Prêmio Jubileu da UEFA: 2003
- Seleção da Copa do Mundo FIFA: 1998
- Chuteira de Ouro da Copa do Mundo FIFA: 1998
- Bola de Prata da Copa do Mundo FIFA: 1998
- Lendas do Futebol (IFFHS)[15]

### Artilharias
- Campeonato Iugoslavo de 1988–89 (18 gols)[1]
- Campeonato Europeu de Futebol Sub-21 de 1990 (3 gols)
- Copa do Mundo FIFA de 1998 (6 gols)